# Pandit

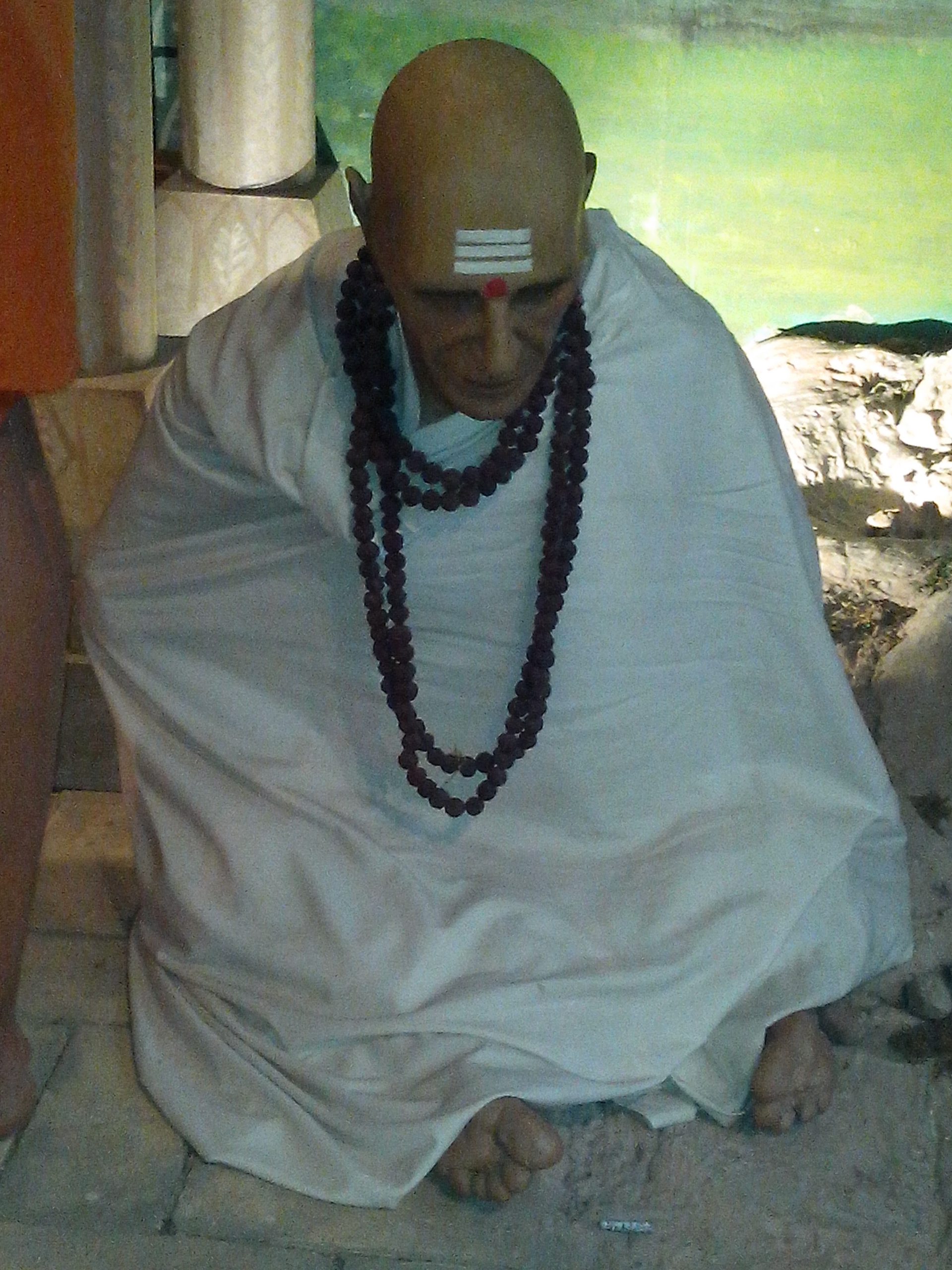
Un histórico pandit estatua en un museo.

Un pandit (en sánscrito: पण्डित) es un erudito o un profesor de cualquier campo de conocimiento del hinduismo, particularmente la literatura védica, dharma, filosofía hindú, o temas seculares como música. Puede ser un gurú en un gurukul.
En sánscrito, afirma Monier Williams, pandit generalmente se refiere a cualquier "hombre sabio, educado o estudiado" con conocimiento especializado. El término deriva de pand (पण्ड्) que significa "recoger, amontonar, acumular", y esta raíz se utiliza en el sentido de conocimiento. El término se encuentra en textos védicos y post-védicos, pero sin ningún contexto sociológico. En la literatura de la era colonial, el término generalmente se refiere a brahmanes especializados en la ley hindú.
El término relacionado purohit se refiere a un sacerdote doméstico.